# Еяд Абу Абаїд
Еяд Абу Абаїд (араб. إيَاد أَبُو عُبَيْد, івр. איאד אבו עביד, нар. 31 грудня 1994) — ізраїльський футболіст арабського походження, захисник клубу «Бней-Сахнін» та національної збірної Ізраїлю.

## Клубна кар'єра
Народився 31 грудня 1994 року. Вихованець футбольної школи клубу «Бейтар Нес Тубрук». У дорослому футболі дебютував 2014 року виступами за команду «Маккабі» (Нетанья), в якій провів один сезон, взявши участь у 28 матчах чемпіонату. Після цього ще по сезону провів у клубах «Хапоель» (Тель-Авів) та «Маккабі» (Хайфа).
Протягом 2017–2019 років захищав кольори клубу  «Хапоель» (Кір'ят-Шмона). Своєю грою за останню команду знову привернув увагу представників тренерського штабу клубу «Хапоель» (Тель-Авів), до складу якого повернувся 18 вересня 2019 року. Цього разу відіграв за команду з Тель-Авіва наступні два сезони своєї ігрової кар'єри. Більшість часу, проведеного у складі тель-авівського «Хапоеля», був основним гравцем захисту команди.
Протягом 2021—2024 років захищав кольори клубу «Хапоель» (Беер-Шева) і 2022 року він виграв з командою Кубок і Суперкубок Ізраїлю.
26 червня 2024 року він підписав дворічний контракт з «Бней-Сахніном». Станом на 10 липня 2025 року відіграв за сахнінську команду 28 матчів в національному чемпіонаті.

## Виступи за збірні
Протягом 2015–2017 років залучався до складу молодіжної збірної Ізраїлю. На молодіжному рівні зіграв у 8 офіційних матчах, забив 1 гол.
1 вересня 2021 року дебютував в офіційних іграх у складі національної збірної Ізраїлю у відбірковому матчі до чемпіонату світу проти Фарерських островів (4:0), замінивши Ніра Бітона на 84-й хвилині.

## Титули і досягнення
- Володар Кубка Ізраїлю (1):

«Хапоель» (Беер-Шева): 2021/22
- Володар Суперкубка Ізраїлю (1):

«Хапоель» (Беер-Шева): 2022
| Дата       | Місто                  | Господарі         | Результат | Гості   | Турнір                               | Голи | Примітки  |
| ---------- | ---------------------- | ----------------- | --------- | ------- | ------------------------------------ | ---- | --------- |
| 1-9-2021   | Торсгавн               | Фарерські острови | 0 – 4     | Ізраїль | Відбір до ЧС 2022                    | -    | 84'       |
| 9-10-2021  | Глазго                 | Шотландія         | 3 – 2     | Ізраїль | Відбір до ЧС 2022                    | -    |           |
| 12-10-2021 | Беер-Шева              | Ізраїль           | 2 – 1     | Молдова | Відбір до ЧС 2022                    | -    |           |
| 12-11-2021 | Клагенфурт-ам-Вертерзе | Австрія           | 4 – 2     | Ізраїль | Відбір до ЧС 2022                    | -    | 55' 82'   |
| 29-3-2022  | Нетанья                | Ізраїль           | 2 – 2     | Румунія | товариський матч                     | -    | 46'       |
| 13-6-2022  | Рейк'явік              | Ісландія          | 2 – 2     | Ізраїль | Ліга націй УЄФА 2022-2023 - 1-й етап | -    | 78' 90+3' |
| Усього     |                        | Матчів            | 6         |         | Голів                                | 0    |           |